# Vallée de Lusaber
Lusaber Vallis
La vallée de Lusaber (désignation internationale : Lusaber Vallis) est une vallée située sur Vénus dans le quadrangle de Mahuea Tholus. Elle a été nommée en référence au nom arménien de la planète Vénus.